# قلعه سردار بوکان
قلعهٔ سردار بوکان بنایی تاریخی در بوکان، واقع در استان آذربایجان غربی ایران است. این بنای تاریخی مربوط به سدهٔ نوزدهم میلادی توسط عزیزخان مکری از شخصیت‌های سیاسی مهم و فرماندهٔ کل قوای ایران در دورهٔ ناصرالدین شاه قاجار است.
قلعهٔ سردار در ابتدا به عنوان دژ فرماندهی و بعدها مورد سکونتِ خاندان عزیزخان مکری تا سال ۱۳۰۵ شمسی قرار می‌گرفت. به صورت موروثی، چهار شخصیت دولتی که به «خانوادهٔ سردار» معروف‌اند از این بنا برای سکونت استفاده می‌کردند.
این قلعه در زمانِ عزیزخان مکری و سیف‌الدین خان مکری پیرامون آن دیوار به همراه دروازه و به سبک قلعه‌های نظامی ساخته شده بود. برپایهٔ تصاویر مربوط به زمانِ سردار سوم (محمدحسین خان مکری) تغییراتی در این بنا داده شده و اثری از دیوارها دیده نمی‌شود. در تصاویر دورهٔ پهلوی، مساحت قلعه و ساختمان در ابعاد کوچک‌تر تغییر یافته است.
در سال ۱۳۰۷ از ساختمان آن به عنوانِ مدرسهٔ ابتدایی شاپور و بعدهاً از آن برای ادارهٔ پست استفاده می‌شده است. در اوایل دورهٔ پهلوی به سال ۱۳۱۵ ساختمان آن نیمه خرابه بود و در سال ۱۳۲۲ شمسی مرمت و بازسازی شده است. از سال ۱۳۲۵ تا ۱۳۵۱ به عنوان شهربانی، ژاندارمری و مدرسه از آن استفاده می‌شد.
ارتفاع قلعهٔ سردار بوکان از سطح زمین ۱۳ تا ۱۵ متر و طول آن ۳۰ متر است. قدمت بنای این قلعه بیش از ۱۵۰ سال و بر روی تپه‌ای تاریخی که قدمت آن نیز ۳٬۰۰۰ سال تخمین زده شده قرار گرفته است. قلعهٔ سردار در سال ۱۳۴۷ شمسی با شماره ثبت ۵۷۰ با نام «تپه قلعه» در فهرست آثار ملی ایران به ثبت رسیده است.
در اوایل سال ۱۳۸۵ شهرداری بوکان، با احداث یک خیابان در کوچه‌های پایین‌دستی محوطهٔ قلعه سردار، آسیب جدی به بنا و حومهٔ قلعه وارد کرد.
این بنا در زمان عزیزخان مکری حوالی سال ۱۲۴۷ شمسی (۱۲۸۴–۱۲۸۵ هـ. قمری) بنای اولیهٔ آن احداث شد و سپس توسط فرزندانش بخش‌هایی به آن اضافه و گسترش داده شده است. ادارهٔ میراث فرهنگی در سال ۱۳۹۷ از بازسازی این اثر تاریخی خبر داد.

## تاریخچه بنا
تاریخ دقیق ساخت قلعه سردار بوکان مشخص نیست. منابعی سال ۱۲۴۷ شمسی را ذکر کرده‌اند. روایت‌های مختلفی از کاربرد و ظاهر این بنا وجود دارد. روایت شده بین ۳۰ تا ۵۲ اتاق به همراه ۹۲ پلکان و برجک‌های هشت ضلعی نگهبانی و دیوارهای بلند در دوره ناصرالدین شاه قاجار داشته است. در این دوره، خانواده در آن ساکن نبوده و بعنوان دژ نظامی و نگهداری سرباز و خدمه کاربرد داشته است. فرماندهٔ لشکر آذربایجان شامل فوج‌های تبریز، خوی، مراغه و بناب عزیزخان مکری بود که خودش از کُردهای اهل سنت شافعی منطقهٔ بوکان بود.

## نگارخانه

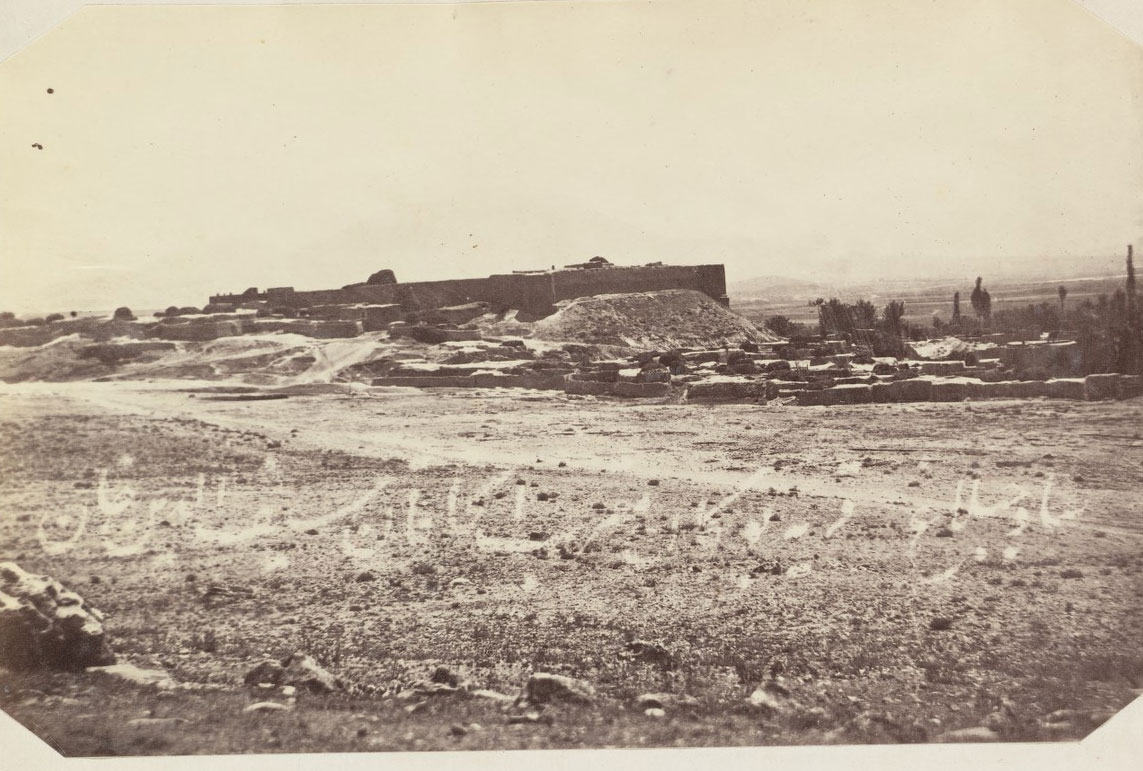
بوکان و قلعه آن از زاویهٔ شمال‌شرقی. سال ۱۲۶۶ شمسی (۱۳۰۵ هجری قمری)
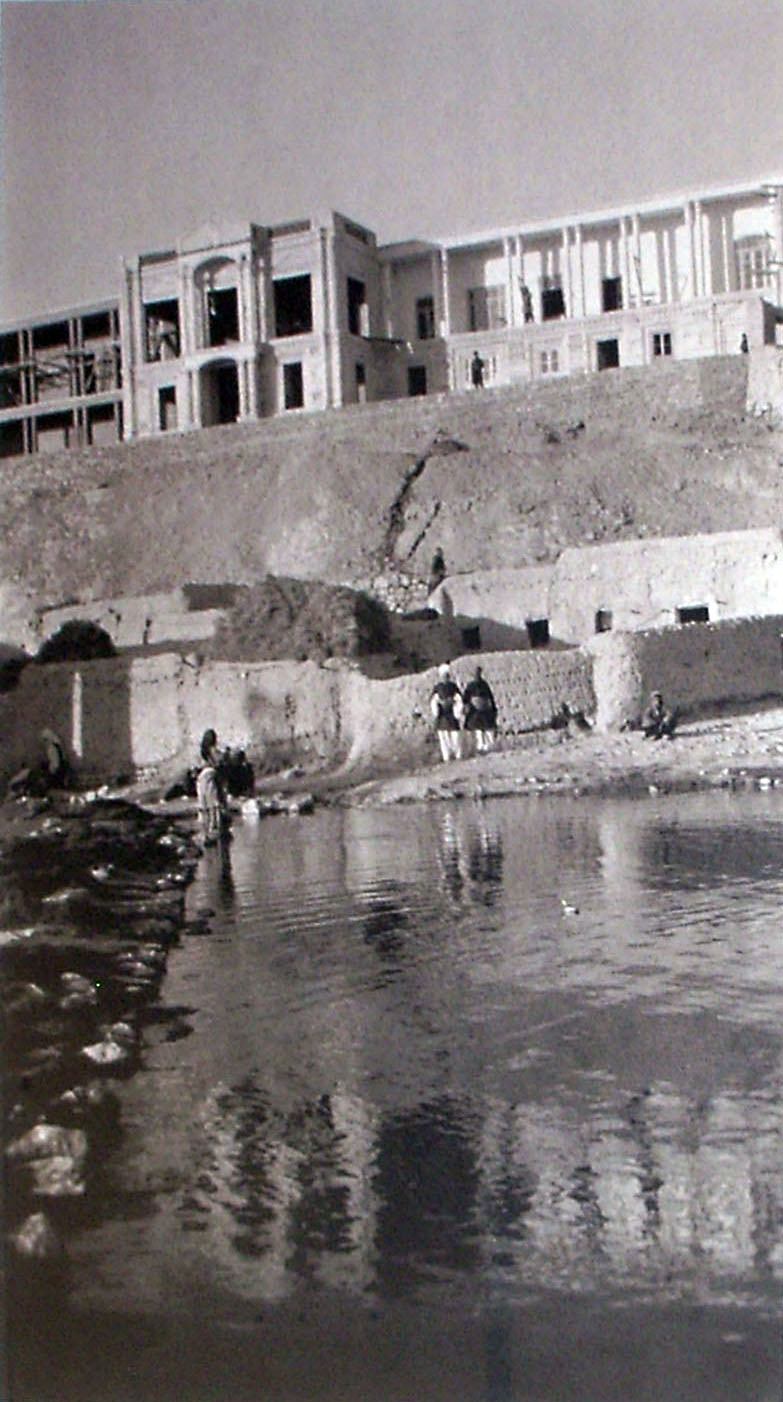
قلعه سردار و چشمه بوکان. این نگاره مربوط به قبل از جنگ جهانی اول و سال‌های ۱۲۹۱-۱۲۹۲ شمسی
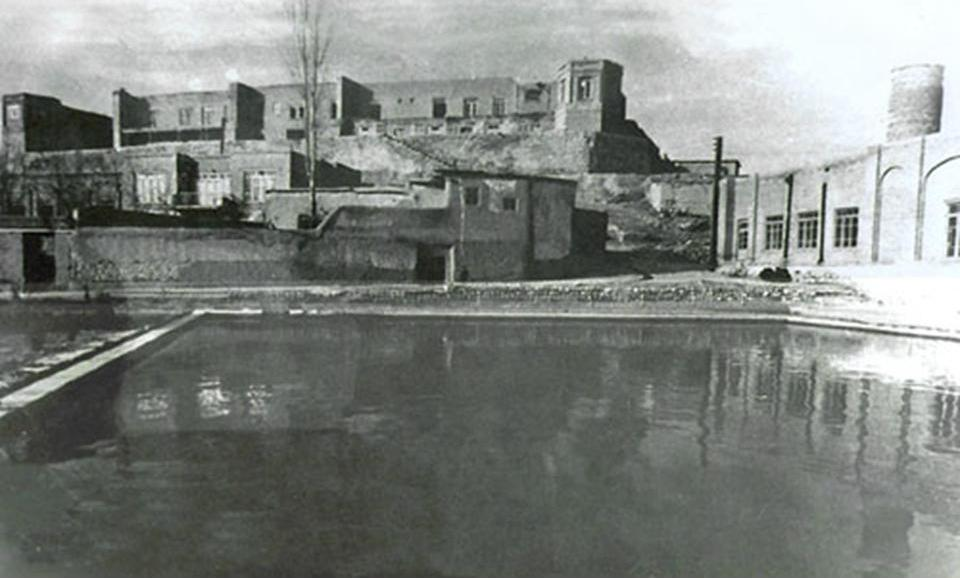
قلعه سردار. دوره پهلوی دوم. دهه ۱۳۴۰ شمسی.